# أحمد تيجان
أحمد تيجان (مواليد 28 أبريل 1995) هو لاعب كرة طائرة شاطئية قطري أصله من دولة غامبيا.